# Lima Sopoaga
Lima Zachariah Sopoaga (Wellington, 3 de febrero de 1991) es un jugador neozelandés de rugby que se desempeña como apertura y juega en los Wasps RFC de la inglesa Premiership Rugby. Fue internacional con los All Blacks de 2015 a 2017.

## Carrera
En agosto de 2018 anunció por Instagram que se marcharía a Europa para jugar en su actual club. Su salida de Nueva Zelanda le impide continuar jugando para su seleccionado, ante esto  justificó su decisión con agradecimientos.

## Selección nacional
Representó a los Baby Blacks en 2011, compitiendo en el Campeonato Mundial y consagrándose campeón de Italia 2011.
Fue seleccionado al equipo contra los British and Irish Lions, durante la visita de los europeos en su Gira de 2017, pero no enfrentó al seleccionado europeo.
Nunca pudo ganarle el puesto titular a la estrella Beauden Barrett. En total jugó 16 partidos y marcó 55 puntos.

## Palmarés
- Campeón de The Rugby Championship de 2016 y 2017.
- Campeón del Super Rugby de 2015.